# Gustave Oelsner-Monmerqué
Pour les articles homonymes, voir Oelsner et Monmerqué.
Conrad Gustave Godefroy Oelsner-Monmerqué (né à Paris le 30 juin 1814 et mort à Montpellier le 29 avril 1854) est un journaliste, écrivain et agent diplomatique franco-allemand.

## Biographie
Fils de la Française Josèphe Sophie de Monmerqué (?-1821 Paris) et du publiciste et diplomate allemand Conrad Engelbert Oelsner (1764 Goldberg, 1828 Paris), il part à Breslau après la mort de ses parents pour y rejoindre la famille de son oncle et tuteur, le conseiller de commerce royal, philologue et pédagogue, Johann Wilhelm Oelsner. En 1837, il obtient le grade de docteur es lettres à l’université d’Iéna. Son parcours de vie se déroule dès lors entre ses deux patries, la France et l’Allemagne, entrecoupé de deux séjours en outre-mer.

### L'expérience bourbonnaise
Après avoir exercé les fonctions de professeur d’histoire à l’Athénée royal de Paris et d’élève-drogman à l’Ambassade française de Constantinople, Oelsner-Monmerqué s'embarque en 1842, de sa propre initiative, pour l’île Bourbon. Il y exerce les fonctions de rédacteur en chef de la Feuille hebdomadaire de l’île Bourbon, de professeur d’histoire et de philosophie au Collège royal et de secrétaire-rédacteur au Conseil colonial. Il crée également l’Institut colonial dont le but est d'instruire les enfants de la classe défavorisée. Il s’investit activement pour une abolition progressive de l’esclavage (en 1843, l’île Bourbon compte 43 000 Blancs et libres de couleur et 65 000 esclaves) et se bat contre les préjugés de couleur de cette époque. Dans ce contexte, il prend courageusement la défense du poète créole Auguste Lacaussade, mulâtre, estimé dans les cercles littéraires de Paris, mais rejeté par ses compatriotes dans son île natale. Les multiples initiatives d’Oelsner-Monmerqué rencontrent cependant l’hostilité, voire le rejet d’une partie de la société coloniale esclavagiste. Son mariage avec une créole, également propriétaire de 18 esclaves, est tout à faire contraire à ses idées libérales et progressistes. Il quitte Bourbon et le professorat pour « régler des affaires personnelles en France » trois mois après son mariage.
De retour en métropole en 1845, il offre une nouvelle fois ses services à l’Athénée royal de Paris et y dispense – fort de son expérience sur le terrain – des cours d’histoire coloniale. En 1846, le ministre de la Marine et des Colonies, le baron de Mackau, nomme l’ancien professeur du Collège royal de Bourbon au poste de proviseur. Après avoir rédigé un rapport sur l’état actuel et sur l’avenir du collège et recruté des professeurs métropolitains, Oelsner-Monmerqué décide cependant de donner sa démission pour éviter une défaite inévitable, « vu l’impossibilité de soutenir dignement le Collège royal de l’île Bourbon sous les auspices actuels ».

### Bourbon en écriture
L’engagement de Gustave Oelsner-Monmerqué en faveur de Bourbon ne s’arrête pas pour autant. Il s’installe en Prusse, travaille en qualité de rédacteur à la direction des Relations maritimes, et se met à écrire. Sa période berlinoise est très productive et témoigne d’une activité intense et fébrile : il rédige des articles destinés à la presse, des communications scientifiques, des conférences et les livres s’enchaînent à un rythme soutenu pour faire connaître les conditions de vie de la colonie française et des îles voisines, Madagascar et les Comores. C’est son roman Schwarze und Weiße. Skizzen aus Bourbon (Noirs et Blancs. Esquisses de Bourbon) prépublié en 1847 par un magazine littéraire, puis édité en 1848 à Brême, qui constitue le temps fort de son engagement politique. La première partie du roman est consacrée à la traversée des esclaves entre Zanzibar et Bourbon en 1829 et la seconde à la vie coloniale bourbonnaise en 1843. Afin de rendre son message accessible au plus grand nombre, l’auteur donne à ses observations un « habillage romanesque ».

### Au service de ses deux patries
À la suite des révolutions qui secouent l’Allemagne et la France au printemps de l’année 1848, Oelsner-Monmerqué est appelé pour des missions diplomatiques en France. En mai/juin 1848, il est l’envoyé de la Prusse et a l’honneur de rendre compte des événements parisiens au roi Frédéric Guillaume IV au château de Sanssouci. Entre août 1848 et juin 1849, il occupe le poste de rédacteur aux Affaires étrangères de l’Empire et assure pendant cette période deux autres missions à Paris en qualité d’envoyé spécial du Pouvoir central provisoire de Francfort. Dans son ouvrage intitulé Drei Missionen. Politische Skizzen aus Paris (Trois Missions. Esquisses politiques de Paris), il relate ses interventions diplomatiques et les faits politiques dont il fut témoin. Ces événements donnent également naissance à un second roman Die Rothen und die Blauen. Pariser Corruptions-Skizzen (Les Rouges et les Bleus. Esquisses de corruptions parisiennes) qui peut être considéré comme une suite de Schwarze und Weiße. En 1850, il assiste en tant que correspondant du Journal des débats au Parlement d’Erfurt et au Congrès des princes à Berlin. Ces débats font également l’objet d’un ouvrage rédigé en collaboration avec le journaliste August Ludwig von Rochau.
Après un court séjour au Brésil comme vice-consul de France à Saint-Paul et Santos, Gustave Oelsner-Monmerqué meurt à Montpellier à l’âge de 39 ans.
L’humaniste franco-allemand a essayé de lutter contre les injustices du système colonial et d’accompagner le processus d’émancipation par l’instruction de toutes les classes de la société. Grâce à sa double culture, son bilinguisme et sa polyvalence, il a participé au transfert d’idées libérales entre ses deux patries. En 1849, le Magazin für die Literatur des Auslandes (Magazine pour la littérature de l’étranger) écrit : « Monsieur Oelsner-Monmerqué, connu depuis longtemps par nos lecteurs, est de par sa naissance, sa formation et sa personnalité apte, comme peu d’autres, à nouer des contacts diplomatiques entre l’Allemagne et la France ».

## Œuvres

### Œuvres originales
- Auguste Lacaussade, Journal français de Berlin, 1847.
- Schwarze und Weiße. Skizzen aus Bourbon, 1848. [Noirs et Blancs. Esquisses de Bourbon.]
- St. Helena. Eine Vorlesung gehalten in dem Verein für Erdkunde am 4. März 1848, Berlin. [Sainte-Hélène. Une conférence faite devant la Société de géographie le 4 mars 1848.]
- Der Kreole. Eine Vorlesung gehalten im wissenschaftlichen Verein zu Berlin am 11. März 1848, Berlin [Le Créole. Une conférence faite devant la Société des conférences scientifiques de Berlin le 11 mars 1848.]
- Politische Denkwürdigkeiten aus Oelsner’s Schriften, 1848. [Pensées politiques tirées des écrits d'Oelsner.]
- Die Rothen und die Blauen. Pariser Corruptions-Skizzen. Ein Tendenz-Roman, 1850. [Les Rouges et les Bleus. Esquisses de la corruption parisiennes.]
- Drei Missionen. Politische Skizzen aus Paris, 1850. [Trois missions. Esquisses politiques de Paris.]
- Das Erfurter Parlament und der Berliner Fürsten-Congreß. Politische Skizzen aus der deutschen Gegenwart, 1850 (en collaboration avec A. L. von Rochau). [Le Parlement d'Erfurt et le Congrès des princes de Berlin. Esquisses politiques sur l'actualité allemande.]
- Schwarze und Weiße, G. Fois-Kaschel, M. Tolède (éds.), réédition critique et commentée, Bielefeld, 2015.

### Traductions françaises
- Le Créole, trad. de l'allemand par Agathe Haguenauer et Marlène Tolède, in : Gabriele Fois-Kaschel (éd.), De l’île Bourbon à Berlin. Le Créole d’après Gustave Oelsner-Monmerqué, 2008, p. 191-214.
- Noirs et Blancs. Esquisses de Bourbon, M. Tolède, G. Fois-Kaschel, J. Dumonteil (dir.), Université de la Réunion, Musée historique de Villèle, 2014.
- Gustave Oelsner-Monmerqué (trad. de l'allemand par Marlène Tolède ; Julie Dumonteil, préf. Jean-Marc Ayrault, ill. Karl Kugel), Noirs et blancs : Esquisses de Bourbon, Paris/Saint-Gilles-les-Hauts (La Réunion)/14-Condé-en-Normandie, Riveneuve éditions, 2022, 268 p. (ISBN 9782360136148)